# Бугарска на Европском првенству у атлетици у дворани 1974.
Бугарска је  учествовала  на 5. Европском првенству у дворани одржаном у дворани Скандинавијум у Гетеборгу, (Шведска), 9. и 10. марта 1974. Репрезентацију Бугарске у њеном петом учешћу на европским првенствима у дворани представљало је 10 спортиста (2 мушкрца и 8 жена) који су се такмичили у 6 дисциплина 1 мушкa и 5 женских.
Са 2 освојене медаље (1 златне и 1 сребрне) Бугарска је у укупном пласману делила 9. место са Уједињеним Краљевством  од  15 земаља које су на овом првенству освајале медаље, односно 25 земаља учесница. Најуспешнији представници Бугарске на овом Првенству била је Тонка Петрова  која је освојила обе медаље, златнуу на (1.500 м) са новим светским рекордом  и сребрну  са бугарском штафетом 4 х 2 круга.
У табели успешности (према броју и пласману такмичара који су учествовали у финалним такмичењима (првих 8 такмичара)) Бугарска је  заузела 9. место са 28 бодова  од 22 земље које су имале представнике у финалу,  односно само Аустрија, Ирска и Луксембург нису имали нијеног финалисту.
| Плас. | Земља    | 1. место | 2. место | 3. место | 4. место | 5. место | 6. место | 7. место | 8. место | Бр. финал. - Бод. |
| ----- | -------- | -------- | -------- | -------- | -------- | -------- | -------- | -------- | -------- | ----------------- |
| 9.    | Бугарска | 1 − 8    | 1 − 7    | −        | 2 − 5    | −        | 1 − 3    | −        | −        | 5 − 28            |

## Учесници
| Бр. | Дисциплина          | Мушкарци                     | Жене                                                                | Укупно   |
| --- | ------------------- | ---------------------------- | ------------------------------------------------------------------- | -------- |
| 1.  | 800 м               |                              | Лиљана Томова Николина Штерева                                      | 2        |
| 2.  | 1.500 м             |                              | Тонка Петрова                                                       | 1        |
| 3.  | 60 м препоне        |                              | Иванка Кошничарска                                                  | 1        |
| 4.  | Бацање кугле        | Валчо Стојев Николај Христов | Иванка Христова Елена Стојанова                                     | 4        |
| 5.  | штафета 4 х 2 круга |                              | Лиљана Томова*, Соња Захаријева, Јорданка Филипова, Тонка Петрова * | 3 (4)    |
|     | Укупно (5)          | 2                            | 8 (10)*                                                             | 10 (12)* |

¹ Напомена:Пошто је кружна стаза у Ротердаму износила 192 метра, није се могло одржати такмичење штафета 4 х 400 метара јер су два круга уместо 400 износила 392  metra, тако да је било немогуће измене извршити на местима које та трка по правилима ИААФ предвиђа, па је назив ове дисциплине био штафета 4 х 2 круга. Победницама се рачунају медаље, а постигнути резултати не, јер су постигнути у дисциплини која званично не постоји.
- Звездица уз име такмичара означава да је учествовао у више дисциплина
- Звездица уз број у загради означава да су у њега још једном урачунати такмичари који су учествовали у више дисциплина.

## Освајачи медаља (2)

### Злато (1)
- Тонка Петрова — 1.500 м

### Сребро (1)
- Лиљана Томова, Соња Захаријева,
Јорданка Филипова,Тонка Петрова — штафета 4 х 2 круга

## Светски рекорди постигнути на ЕПд 1974.
| Дисциплина | Датум        | Нови рекорд            | Нови рекорд | Стари рекорд      | Стари рекорд | Стари рекорд      | Стари рекорд |
| ---------- | ------------ | ---------------------- | ----------- | ----------------- | ------------ | ----------------- | ------------ |
| Дисциплина | Датум        | Атлетичари             | Резултат    | Атлетичари        | Резултат     | Датум             |              |
| 1.500 м Ж  | 10. март 74. | Тонка Петрова Бугарска | 4:10,97 СРд | Франси Ларије САД | 4:12,2       | 15. фебруар 1974. |              |

## Резултати

### Мушкарци
| Атлетичар       | Дисциплина   | Лични рекорд | Квалификације | Квалификације | Полуфинале | Полуфинале | Финале   | Финале  | Детаљи |
| Атлетичар       | Дисциплина   | Лични рекорд | Резултат      | Место         | Резултат   | Место      | Резултат | Место   | Детаљи |
| --------------- | ------------ | ------------ | ------------- | ------------- | ---------- | ---------- | -------- | ------- | ------ |
| Валчо Стојев    | бацање кугле |              |               |               |            |            | 19,29    | 4. / 12 |        |
| Николај Христов | бацање кугле |              | 18,25         | 10. / 11      |            |            |          |         |        |

### Жене
| Атлетичарка                                                          | Дисциплина   | Лични рекорд | Квалификације | Квалификације | Полуфинале            | Полуфинале            | Финале                | Финале        | Детаљи |
| Атлетичарка                                                          | Дисциплина   | Лични рекорд | Резултат      | Место         | Резултат              | Место                 | Резултат              | Место         | Детаљи |
| -------------------------------------------------------------------- | ------------ | ------------ | ------------- | ------------- | --------------------- | --------------------- | --------------------- | ------------- | ------ |
| Лиљана Томова                                                        | 800 м        |              | 2:05,34       | 2. у гр. 1 КВ |                       |                       | НЗ                    | БП            |        |
| Николина Штерева                                                     | 800 м        |              | НЗ            | НЗ            |                       | БП                    |                       |               |        |
| Тонка Петрова                                                        | 1.500 м      |              |               |               |                       |                       | 4:10,97 СРд           |               |        |
| Иванка Кошничарска                                                   | 60 м препоне |              | 8,83          | 6. у гр. 1    | Није се квалификовала | Није се квалификовала | Није се квалификовала | 15. / 18 (19) |        |
| Иванка Христова                                                      | бацање кугле |              |               |               |                       |                       | 19,23                 | 4. / 10       |        |
| Елена Стојанова                                                      | бацање кугле |              | 18,61         | 6. / 10       |                       |                       |                       |               |        |
| Лиљана Томова*, Соња Захаријева, Јорданка Филипова, Тонка Петрова ** | 4 х 2 круга  |              | 3:39,21       |               |                       |                       |                       |               |        |

## Биланс медаља Бугарске после 5. Европског првенства у дворани 1970—1974.
|      | ЕП     |   |   |   |    | УП  |
| 1.   | 1970.  | 0 | 0 | 0 | 0  | 0   |
| 2.   | 1971.  | 0 | 0 | 3 | 3  | 11. |
| 3.   | 1972.  | 0 | 0 | 3 | 3  | 12. |
| 4.   | 1973.  | 3 | 1 | 0 | 4  | 2.  |
| 5.   | 1974.  | 1 | 1 | 0 | 2  | =9. |
| 1-5. | Укупно | 4 | 2 | 6 | 12 | 8.  |

|    | Атлетичар/ка      |   |   |   |   |
| 1. | Тонка Петрова     | 1 | 2 | 1 | 4 |
| 2. | Јорданка Благоева | 1 | 0 | 1 | 2 |
| 2. | Стефка Јорданова  | 1 | 0 | 1 | 2 |
| 4. | Светла Златева    | 0 | 0 | 2 | 2 |
| -- | ----------------- | - | - | - | - |

## Бугарски освајачи медаља после 5. Европског првенства 1970—1974.
|     | Атлетичар/ка                                                               | м | ж  | ЕП       | Дисциплина  |   |   |   |    |
| --- | -------------------------------------------------------------------------- | - | -- | -------- | ----------- | - | - | - | -- |
| 1.  | Иванка Венкова, Иванка Кошничарска Софка Казанчева, Монка Бобчрва          |   | ж  | 1971.    | 4 х 200 м   |   |   |   |    |
| 2.  | Светла Златева (1), Стефка Јорданова(1) Dshena Бинева, Тонка Петрова (1)\| |   | ж  | 1971.    | 4 х 400 м   |   |   |   |    |
| 3.  | Krestyu Христов, Александер Јанев Александер Попов, Јордан Попов           | м |    | 1971.    | 4 х 400 м   |   |   |   | 3  |
| 4.  | Светла Златева (2)                                                         |   | ж  | 1972.    | 800 м       |   |   |   |    |
| 5.  | Василена Амзина                                                            |   | ж  | 1972.    | 1.500 м     |   |   |   |    |
| 6.  | Јорданка Благоева (1)                                                      |   | ж  | 1972.    | скок увис   |   |   |   | 3  |
| 7.  | Стефка Јорданова (2)                                                       |   | ж  | 1973.    | 800 м       |   |   |   |    |
| 8.  | Јорданка Благоева(2)                                                       |   | ж  | 1973.    | скок увис   |   |   |   |    |
| 9.  | Дијана Јоргова                                                             |   | ж  | 1973.    | скок удаљ   |   |   |   |    |
| 10. | Тонка Петрова (2)                                                          |   | ж  | 1973.    | 1.500 м     |   |   |   | 4  |
| 11. | Тонка Петрова (3)                                                          |   | ж  | 1974.    | 1.500 м     |   |   |   |    |
| 12. | Лиљана Томова, Соња Захаријева, Јорданка Филипова,Тонка Петрова (4)        |   | ж  | 1974.    | 4 х 2 круга |   |   |   | 2  |
|     | Укупно                                                                     | 1 | 11 | 1970—73. |             | 4 | 2 | 6 | 12 |